# Automotore FS 208
Gli automotori del gruppo 208 sono comunemente conosciuti, analogamente ai precedenti automotori del gruppi 206 e 207 con il soprannome di "sogliole". Gli automotori dei gruppi FS 207 e 208 sono noti anche come "i Badoni" in quanto come gli FS 210 e 211, sono una realizzazione della Antonio Badoni Lecco (ABL), su licenza della fabbrica tedesca Breuer; rimasero in produzione, nelle varie serie, fino al 1952. Il solo gruppo 206 venne costruito, su licenza Breuer, dalle Officine Costamasnaga di Como.

208.032 in sosta in una stazione della ferrovia Adriatica

Il nomignolo di "sogliola" venne loro assegnato a causa della loro forma particolare: avevano infatti un'unica cabina di manovra centrale, stretta e verticale, in modo da occupare pochissimo spazio tra i rotabili trainati, e contenere la lunghezza complessiva di tutto il rotabile. In Nord Africa vennero invece chiamate "scatole di sardine" o anche "armadi viaggianti".
Nelle intenzioni progettuali il rotabile era destinato alle manovre nei piccoli scali ferroviari, nei depositi, nei raccordi civili e militari, essendo di semplice manovrabilità e quindi adatto ad un uso universale.
Gli automotori del tipo "sogliola" vennero forniti anche all'Esercito, all'Aviazione e alla Marina italiana e prestarono servizio anche in Nord Africa, nella seconda guerra mondiale. Prodotti in varie centinaia di unità, vennero acquisiti anche da numerose società private per il servizio di movimentazione carri merci all'interno dei raccordi ferroviari industriali dove qualche esemplare presta ancora servizio.
Gli automotori del Gruppo 208 hanno prestato servizio nelle Ferrovie dello Stato fino agli anni ottanta e vennero radiati tra il 1983 e il 1986.
Gli automotori 206 - 207 e 208 hanno pressoché le stesse dimensioni e caratteristiche; differiscono solo nella motorizzazione e nel peso in servizio, maggiore di una tonnellata nella serie 208.

## Caratteristiche
Gli automotori da manovra 208 erano del tipo ABL IV N, ex gruppi 4205, 4206,4208, 4214, costruiti in 58 esemplari tra il 1939 e il 1952. L'automotore 208.099 costruito nel 1941 venne acquisito nel 1946. Vennero realizzati 43 esemplari, analoghi alle unità del gruppo 208, dispersi per cause belliche.
La motorizzazione era Diesel e venne fornita dalla Fiat con propulsore Fiat 355 da 55 kW (75 CV) e Fiat 326 da 51 kW (70 CV); le unità 001 - 014 erano munite di propulsore Fiat 355 c con potenza di 55 kW (75 CV) a 1700 giri al minuto. La trasmissione del moto era a catena di trasmissione e corona dentata con cambio a quattro velocità. Il carrello era a ruote piccole da 500 mm, a due assi motori. La velocità massima era di 30 km/h del tutto sufficiente allo scopo per cui il mezzo era stato costruito.

## Rotabili conservati
- L'automotore tipo IV N, matricola 0415 del 1938, è stato acquisito dalla FTI - Ferrovie Turistiche Italiane, sezione Ferrovia Basso Sebino, che l'ha fatto restaurare da un'azienda privata, rendendolo nuovamente operativo. L'automotore restaurato, che porta ora la marcatura 208.003, fu costruito dalla Badoni nel 1938 per il Genio Ferrovieri e successivamente acquisito dalle Trafilerie Gnutti di Chiari dove prestò servizio fino all'accantonamento avvenuto nel 1990; nel 2009 fu infine donato all'associazione Ferrovia Basso Sebino[4].